# Hemixantha waehneri
Hemixantha waehneri är en tvåvingeart som beskrevs av Willi Hennig 1938. Hemixantha waehneri ingår i släktet Hemixantha och familjen Richardiidae. Inga underarter finns listade i Catalogue of Life.